# Округ Линколн (Њу Мексико)
Округ Линколн (енгл. Lincoln County) је округ у америчкој савезној држави Њу Мексико.

## Демографија
По попису из 2010. године број становника је 20.497, што је 1.086 (5,6%) становника више него 2000. године.
| Група             | 2000.          | 2010.          |
| Белци             | 13.763 (70,9%) | 13.600 (66,4%) |
| Афроамериканци    | 68 (0,4%)      | 96 (0,5%)      |
| Азијати           | 53 (0,3%)      | 75 (0,4%)      |
| Хиспаноамериканци | 4.975 (25,6%)  | 6.110 (29,8%)  |
| Укупно            | 19.411         | 20.497         |